# Роксоланы

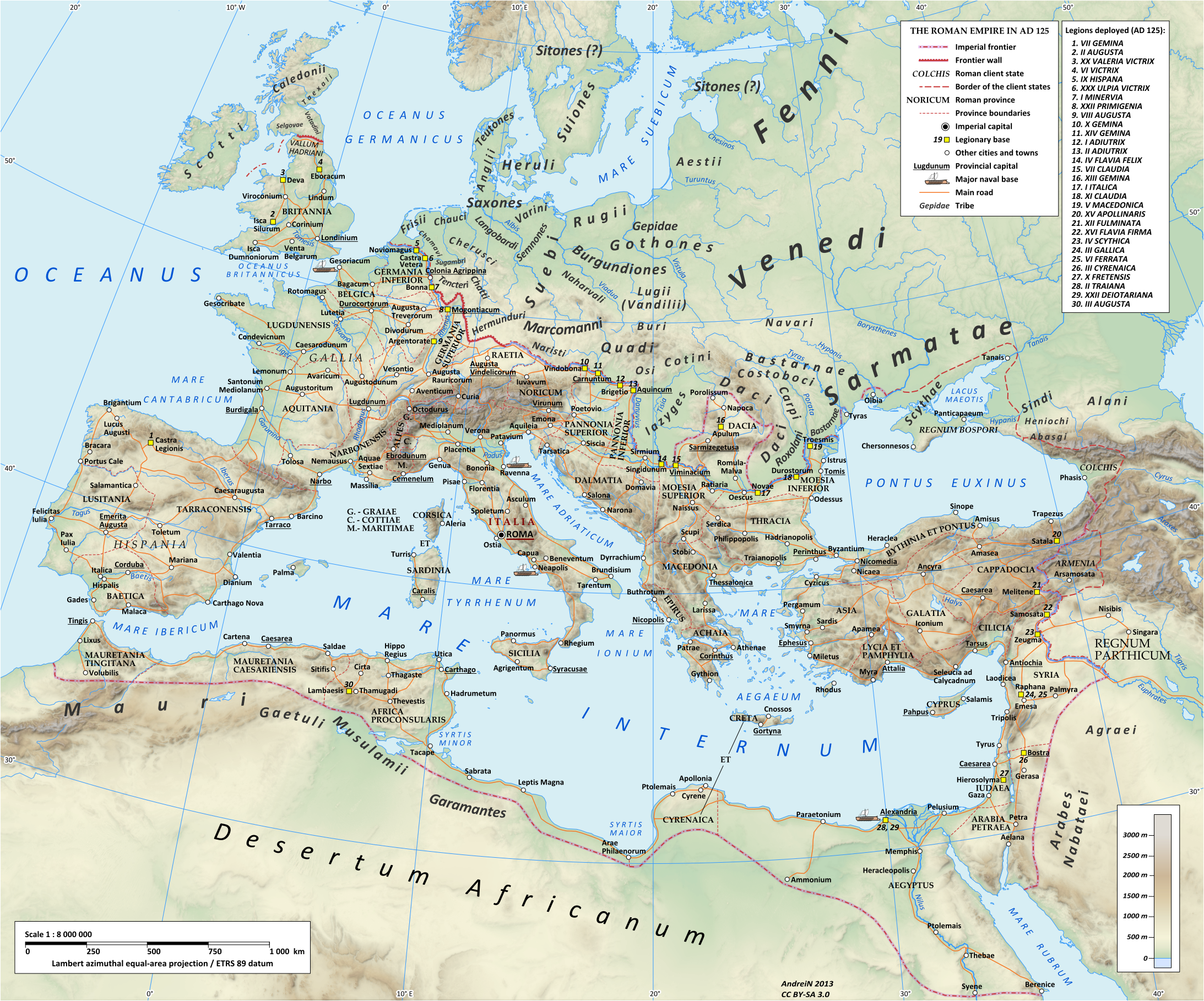
Римская империя в 125 году. Роксоланы на нижнем Дунае. Карта собрана по нескольким источникам.

Роксола́ны (лат. Rhoxolani, др.-греч. Ῥοξολάνοι) — ираноязычное сармато-аланское племя, кочевавшее со II века до н. э. по 1 половину 1-го тысячелетия н. э. в землях Северного Причерноморья и Дунайского региона.

## Этимология
Этноним обычно интерпретируется как сложное слово, образованное аланским корнем *rox- (осет. rūxs, roxs 'светлый, светящийся', авест. raox-šna-, перс. rošan‎ 'светящийся, сияющий'), присоединённым к племенному названию Alān «алан». В таком случае, роксоланы — самоназвание со значением 'сияющие, светлые аланы'. Такое наименование могло иметь религиозно-мифологический аспект, учитывая современное осетинское выражение rūxsag ū ('да будете вы благословенны'), адресованное умершему, или имя Wacyrūxs ('божественный свет'), упомянутое в нартском эпосе.
О. Н. Трубачёв, в рамках своей спорной гипотезы об индоарийском языковом субстрате в Северном Причерноморье, сравнивал этноним с др.-инд. ruksą- «сияющий, блестящий», восходящим к тому же индоиранскому корню.

## География

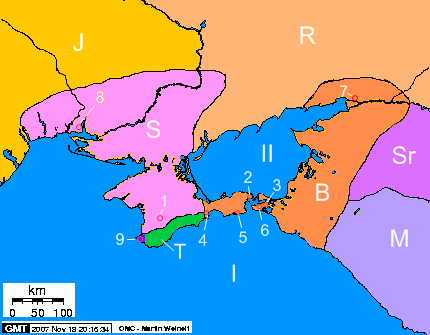
Крым во II веке н. э.
Скифы в Крыму
Боспорское царство
Языги
Роксоланы
Сираки
Меоты
Тавры

На всём протяжении со II века до н. э. по II век н. э. античные писатели уверенно указывали Причерноморскую степь как территорию роксолан. Первой фиксацией роксолан в письменных источниках является труд «География» греческого писателя Страбона, берущий данные о них у Артемидора Эфесского. Местоположение роксолан писатель фиксирует на II—I века до н. э. между Борисфеном (Днепром) и Танаисом (Доном).
На юге роксоланы граничили с Меотийским озером (Азовским морем). На севере от них была земля, необитаемая из-за холода. В ходе участия в войне против понтийского правителя Митридата VI Евпатора, о чём сообщает Страбон, роксоланы продвинулись на юг, ближе к Меотийскому озеру.
Птолемей и Аммиан Марцеллин располагают их на всём побережье Меотиды вместе с языгами. Роксоланы постепенно во II веке перемещаются на запад, поближе к Дунайским землям (Дион Кассий). Последним автором, упоминающим роксолан, был готский историк Иордан. Он их локализует восточнее от Дакии.

## История
Помимо географических сведений, у Страбона имеются упоминания оказания военной помощи роксоланами под предводительством Тасия (по другому Тазий) скифскому царю Палаку в борьбе с войсками Митридата Евпатора:
Роксоланы воевали даже с полководцами Митридата Евпатора под предводительством Тасия. Они пришли на помощь Палаку, сыну Скилура, и считались воинственными. Однако любая варварская народность и толпа легковооружённых людей бессильны перед правильно построенной и хорошо вооружённой фалангой. Во всяком случае роксоланы числом около 50000 человек не могли устоять против 6000 человек, выставленных Диофантом, полководцем Митридата, и были большей частью уничтожены.
О тех же событиях повествует надпись в Херсонесе, датируемая 107 годом до н. э., только роксоланы названы здесь ревксиналами.
Согласно римскому историку Тациту роксоланы зимой 67—68 годов н. э. уничтожили две когорты римских войск. В следующем году, в правление римского императора Отона, с 9-ю тысячами человек конного отряда, вторглись в Мёзию. Данная кампания была проигрышной, римские войска разбили роксоланов, часть которых бежала в болота, где они и умерли от холода и ран.
В правление римского императора Адриана сарматы и роксоланы учинили беспорядки в Мёзии. Император Адриан, согласно «Scriptores Historiae Augustae», заключил мир с правителем роксоланов, который жаловался на уменьшение субсидий (из-за чего и были учинены беспорядки). Этого правителя сопоставляют с Распараганом, царём роксоланов по одной эпиграфической записи, где он назван, помимо своего имени, ещё и присвоенным — Публий Элий (в честь императора Адриана).
Согласно «Scriptores Historiae Augustae», 260 год н. э., по подстрекательству роксолан и с согласия солдат был убит римский полководец Регалиан.

## Вооружение и быт
Страбон указывает на наличие у роксолан шлемов и панцирей из сыромятной бычьей кожи, кроме того они носили и плетёные щиты в качестве защитного средства. Были у них копья, лук и меч. Всё то, что было и у остальных варваров. Тацит указывает на наличие пик, длинных мечей (держали двумя руками), панцирей; было не принято пользоваться щитами (однако Страбон писал обратное). Римский автор оставил подробную характеристику панцирей:
Панцири у них носят все вожди и знать и делают их из пригнанных одна к другой железных пластин или из самой твёрдой кожи; они действительно непроницаемы для стрел и камней, но если человека в таком панцире удаётся свалить на землю, то подняться сам он уже не может.
По мнению Тацита, роксоланы в пешем бою представляли собой слабое войско, однако мало кто мог противостоять натиску их конных орд.
Касаемо кочевников, Страбон писал:
...их войлочные палатки прикрепляются к кибиткам, в которых они живут. Вокруг палаток пасётся скот, молоком, сыром и мясом которого они питаются. Они следуют за пастбищами, всегда по очереди выбирая богатые травой места, зимой на болотах около Меотиды, а летом на равнинах.

## Археология
Для археологов, занимавшихся иранскими народами, было трудно вычленить роксоланский археологический материал от сарматских. Тем не менее делались попытки определить типичные для роксолан погребения. К. Ф. Смирнов выдвинул версию, что роксоланам принадлежали захоронения в ямах в виде квадрата с диагональным положением костяков, но впоследствии от неё отказался. Такие погребения были характерны не только роксоланам, но и другим сарматским народам, на что указывали В. П. Шилов, И. П. Засецкая и другие. Также исследователи пытались приписать к роксоланам посыпку мелом на дне захоронений и даже причисляли к ним все памятники сарматского периода в низовьях Дуная. Однако они были раскритикованы и не принимались большинством археологов.

## Роксоланские правители
- Тазий — жил во времена Митридата VI Евпатора (конец II в. до н. э.), упоминается Страбоном[34].
- Распараган — жил во времена императора Адриана (II в. н. э.), в одной из эпиграфических надписей, сопоставим с анонимным правителем роксолан в Scriptores Historiae Augustae[25].

### Предполагаемые
- Сусаг — жил около 102 года во время императора Траяна, может быть царём роксолан[35].
- Равсимод — (ум. в 332 году), может быть царём роксолан[36].

## Теории о родстве со славянами
В Речи Посполитой XVI—XVII веков среди русинов-католиков и симпатизирующих им поляков была популярна этногенетическая теория, согласно которой «сарматское племя роксолан» являлось предками русинов. Такая концепция давала западнорусской шляхте возможность присоединиться к господствующей концепции сарматизма, обосновывающей особые шляхетские права. На основе этих идей Русь в источниках этого времени нередко называется Роксоланией.
Первым, кто в России предложил отождествлять роксолан с росами/русами, был М. В. Ломоносов. Он утверждал, что варяги—россы в древности назывались роксоланами или россоланами (так как россы были соединены с аланами), причём верным считал он название россоланы, поскольку слово роксоланы, по его мнению, являлось искажением греков. Помимо этого, росомонов он называл роксоланами. На том же настаивал Д. И. Иловайский, выражая уверенность в том, что «Рось или Русь и Роксаланы это одно и то же название, один и тот же народ». На это утверждение Л. С. Клейн возражает, что давний термин «Рос» невозможно связывать со словом «Россия»: в терминологии восточных славян оно нашло своё применение лишь в московское время; случилось это за счёт влияния греческой и латинской литературы. По его мнению, в той литературе этот термин обозначал либо скандинавских пришельцев, либо был отражением библейского «Рош» (греки, у которых невозможно было произношение звука «ш», приобретало звучание «Рос»; по библейской традиции этот термин обозначал предводителя племён Гог и Магог.
Г. В. Вернадский также отмечал схожесть первой части названия роксолан с наименованием росов. По его мнению, название роксолан (или рухс-асы) позднее было принято группой славянских антов. Отождествление первой части названия рокс- с росами проделала и Е. С. Галкина.

## В художественной литературе
- В повести Александра Волкова «Путешественники в третье тысячелетие» (1960) школьная археологическая экспедиция летом 1951 года в ходе раскопок одного из древних курганов на месте будущего Цимлянского водохранилища обнаружила захоронение вымышленного царя роксоланов — Барракега.
- В поэме Михаила Казовского «Буковая роща», следуя версии Ломоносова, роксоланы идентифицируются с русами-русланами, а название города Бугуруслан выводится от Буг-у-руслан, то есть царь Буг (Бус) у руслан.